# Sultan Khan (musicien)
Ustad Sultan Khan (né le 15 avril 1940 près de Jaipur et mort le 27 novembre 2011 à Mumbai) est un des joueurs de sarangi (une vièle indienne) les plus reconnus, appartenant au genre hindoustani.
Il est aussi chanteur. Il jouait souvent avec Zakir Hussain Khan.